# Santa Maria in Monterone
Santa Maria in Monterone är en kyrkobyggnad i Rom, helgad åt Jungfru Maria och särskilt åt hennes himmelsfärd. Kyrkan är belägen i Rione Sant'Eustachio och tillhör församlingen San Lorenzo in Damaso. Monterone syftar förmodligen på ett sienesiskt familjenamn.

## Kyrkans historia
Kyrkan nämns i en bulla promulgerad av påve Urban III år 1186. Kyrkan restaurerades 1245 och 1597 och Innocentius XI lät bygga om den 1682.
Benedictus XIII förlänade 1728 kyrkan åt Mercedarieorden, en mendikantorden som hade grundats av Petrus Nolascus 1218. På initiativ av Pius VII övergick kyrkan 1815 till Den allraheligaste Återlösarens orden, som hade bildats av Alfonso dei Liguori 1732.
Ordenshuset till höger om kyrkan uppfördes av Mercedarieorden 1735 efter ritningar av Francesco Bianchi. Fasaden utgör ett exempel på barocchetto-stilen.

## Konstverk i urval
- Giovanni Gagliardi: Jungfru Marie himmelsfärd (1830)
- Anonym: Madonnan och Barnet med sankt Johannes Döparen och en ängel (1600-tal)
- Pompeo Batoni (eller Gaspare Serenari): Sankt Petrus Nolascus, sankt Petrus Pascasius och två slavar i kedjor som vördar Jungfrun med Barnet (1700-tal)
- Stefano Durazzos gravmonument (1667) (kardinalpräst med San Lorenzo in Panisperna som titelkyrka, senare San Lorenzo in Lucina)
- Donato De Vivo: Den helige Alfonsus i biskopsdräkt visande krucifixet (1848)
- Donato De Vivo: Den helige Alfonsus i hänryckning framför Jungfrun
- Donato De Vivo: Den helige Alfonsus överräcker ordensregeln åt Redemptoristerna

## Bilder

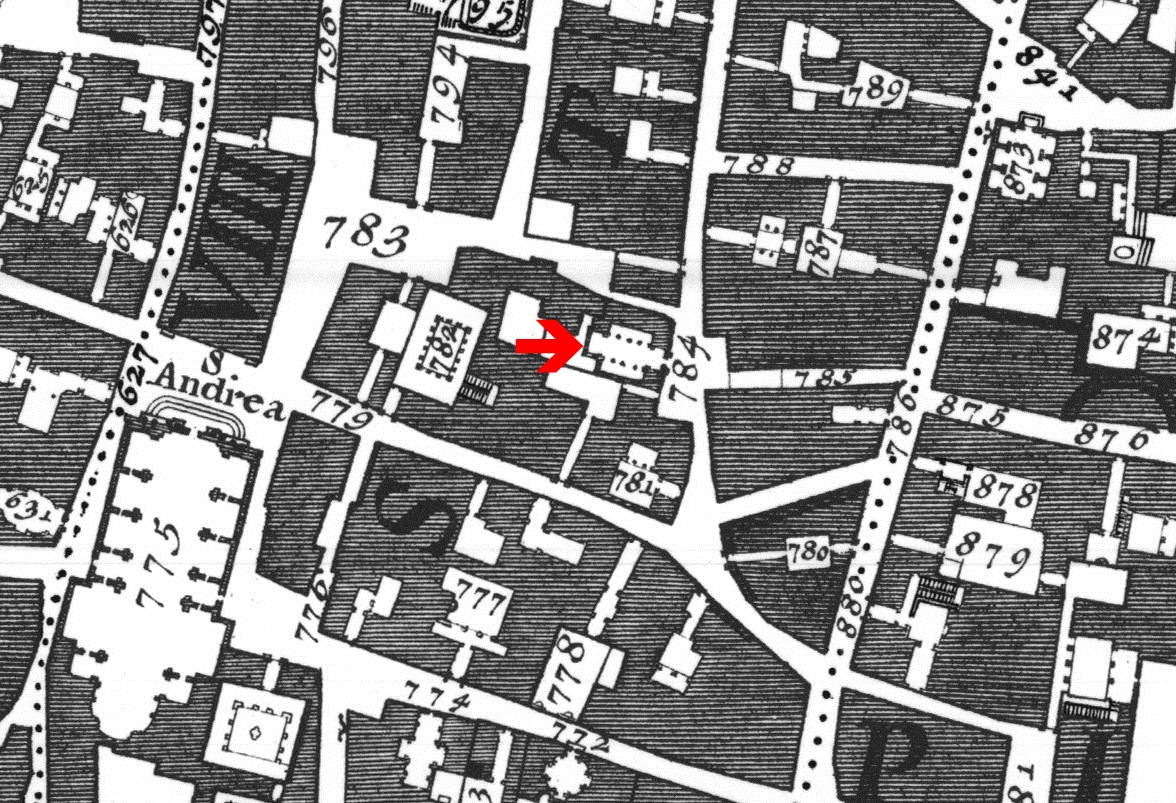
Santa Maria in Monterone (nummer 784 vid den röda pilen) på Giovanni Battista Nollis Rom-karta från 1748. Nummer 775 anger basilikan Sant'Andrea della Valle.